# Phyllium siccifolium
Phyllium siccifolium (von gr. φύλλον = Blatt und lat. siccus = trocken, folium = Blatt – 'trockenes Blatt') ist die der Wissenschaft am längsten bekannte Art der Wandelnden Blätter (Phylliidae). Sie wurde bereits im Jahre 1758 von Linné beschrieben und gehört damit zusammen mit Phasma gigas und Pseudophasma phthisicus zu den drei ersten beschriebenen Gespenstschreckenarten überhaupt. Im englischen Sprachraum wird die Art zu Ehren ihres Erstbeschreibers „Linnaeus' Leaf Insect“ genannt.

## Systematik
Phyllium siccifolium wurde 1758 von Linné als Gryllus (Mantis) siccifolius beschrieben. Der weibliche Holotypus ist am Zoologischen Institut der Universität Uppsala hinterlegt und mit dem Fundort Indien etikettiert. Johann Christian Fabricius ordnete die von Linné aufgestellte Gattungen und Untergattungen 1775 neu und verwendet die Gattung Gryllus für Vertreter der späteren Orthoptera (Heuschrecken), wodurch der Name nun Mantis siccifolia wurde. Pierre André Latreille überstellte die Art 1802 als Phyllium siccifolia in die Gattung Phyllium. Die Gattung Mantis wurde den späteren Fangschrecken (Mantodea) überlassen. Die von Johann Karl Wilhelm Illiger bereits 1798 aufgestellte und bei Latreille 1802 veröffentlichte Gattung Phyllium, wurde eigens für Phyllium siccifolia, so die verwendete Schreibweise, errichtet, die damit Typusart durch Monotypie wurde. 
Die Art wurde im 18. und 19. Jahrhundert mehrfach unter den hier aufgeführten verschiedenen Namen beschrieben. Diese gelten heute als Synonyme zu Phyllium siccifolium:
- Phyllium brevicorne Latreille, 1807
- Phasma chlorophyllia Houttuyn, 1813
- Phasma citrifolium Lichtenstein, 1796
- Phyllium donovani Gray, G.R., 1835
- Mantis foliatus Perry, 1811
- Gryllus folium lauri Linnaeus, 1754
- Phyllium gorgon Gray, G.R., 1835
- Phyllium stollii Lepeletier & Serville, 1825

Durch Umgruppierung der Art bzw. derer Synonyme in andere Gattungen sowie durch Falschschreibungen, werden Phyllium siccifolium aktuell (August 2025) insgesamt 17 Synonyme zugerechnet.
Die Art wurde seit der Einteilung der Gattung in Untergattungen der ehemaligen Untergattung Phyllium zugerechnet, die sich durch das Fehlen von Loben auf der Außenseite der Vordertibien von der ehemaligen Untergattung Pulchriphyllium unterscheidet. 
Frank H. Henneman et al. haben 2009 vorgeschlagen, die Gattung Phyllium unterhalb der mittlerweile ehemaligen Untergattungen in Artengruppen einzuteilen. Phyllium siccifolium wird dabei als namensgebend für die siccifolium-Artengruppe vorgeschlagen.
Hennemann et al. synonymisierten 2009 Phyllium tobeloense mit Phyllium siccfolium. Detlef Größer, der diese Art 2007 u. a. anhand eines aus dem Ovipositor entnommenen Eis beschrieben hatte, weist darauf hin, dass Hennemann et al. in ihrer Arbeit ebendiese Methode zur Abgrenzung und Erstbeschreibung von Phyllium mindorense herangezogen haben. Phyllium tobeloense ist mittlerweile wieder als valide Art anerkannt, zu der seit 2019 die Unterart Phyllium tobeloense bhaskarai zählt, an deren Beschreibung Hennemann beteiligt war.
Größer zeigt anhand vergleichender Untersuchungen der inneren Sklerite der Weibchen sowie der Eier und Schlüpflinge, dass Phyllium bilobatum, Phyllium hausleithneri und Phyllium philippinicum sehr ähnliche und dabei stark variierende Merkmale haben, so dass es sich bei diesen auch um Synonyme oder Unterarten von Phyllium siccifolium handeln könnte. Sarah Bank et al. untersuchten bei ihren molekulargenetischer Analysen, u. a. auch Proben von Phyllium siccifolium, Phyllium hausleithneri und Phyllium philippinicum, die sich alle als eigenständige Arten herausstellten.

## Vorkommen
Obwohl noch nicht endgültig klar ist wie groß das Verbreitungsgebiet der Art tatsächlich ist, gilt ihr Vorkommen auf den Molukken als gesichert. Dies ist damit zu erklären, dass der von Carl von Linné gesammelte Holotypus sehr wahrscheinlich von der Insel Ambon oder einer benachbarten Molukken Insel stammt. Außer auf Ambon kommt Phyllium siccifolium auch auf den Inseln Halmahera, Seram (früher Ceram), Buru, Banggai und den Sula-Inseln vor. Dagegen ist umstritten, ob die Tiere aus China, Malaysia, Indien und von den Philippinen tatsächlich Phyllium siccifolium sind oder zu anderen nahe verwandten Arten der siccifolium-Artengruppe gezählt werden müssen.

## Haltung im Terrarium
Nachdem viele Jahre davon ausgegangen wurde, dass es sich bei dem von der Phasmid Study Group unter der PSG-Nummer 76 geführten Stamm aus Westmalaysia um Phyllium siccifolium handelt, gehen Hennemann et al. davon aus, dass diese Tiere zu Phyllium hausleithneri zu zählen sind, weshalb die Art auch von Phasmid Study Group mittlerweile so bezeichnet wird. Auch die unter der PSG-Nummer 278 geführte, zunächst als Phyllium spec. (Philippinen) geführte Art, stand im Verdacht Phyllium siccifolium zu sein. Da diese im Jahr 2009 als Phyllium philippinicum beschrieben wurde, ist Phyllium siccifolium bisher nicht in Zucht oder in Zucht gewesen.